# Травматическое оружие
Травматическое оружие — неформальное общее название для определённых видов оружия самообороны и нелетального оружия .
В англоязычных странах травматическое оружие чаще всего именуется «нелетальное оружие», а в последние годы — «менее летальное оружие». Контролировать степень поражения в результате применения травматического оружия на малых дистанциях практически невозможно. Она или слишком велика, хотя даже при этом мгновенное «останавливающее действие» не гарантировано, или ничтожно мала.

## Травматическое оружие в Российской Федерации
Первый образец гражданского травматического оружия — пистолет ПБ-4 ОСА был сертифицирован в 1999 году. В 2004 году был сертифицирован первый образец травматического оружия под патрон центрального воспламенения — газовый пистолет с возможностью стрельбы резиновой пулей ИЖ-79-9Т «Макарыч».
С 1 июля 2011 года для обозначения данной категории оружия Федеральным законом «Об оружии» было введено понятие огнестрельного оружия ограниченного поражения (ОООП).
По состоянию на 2013 год, в РФ зарегистрировано свыше 730 тыс. единиц ОООП. Число единиц ОООП сократилось с 941 тысячи в 2015 году до 918 тысяч в 2016 году.
С целью уменьшить количество нелегального оружия в стране МВД РФ выплачивает денежное вознаграждение за добровольно сданное оружие (в 2023 году выплата за единицу травматического оружия составляла 1500 рублей).

### Классификация

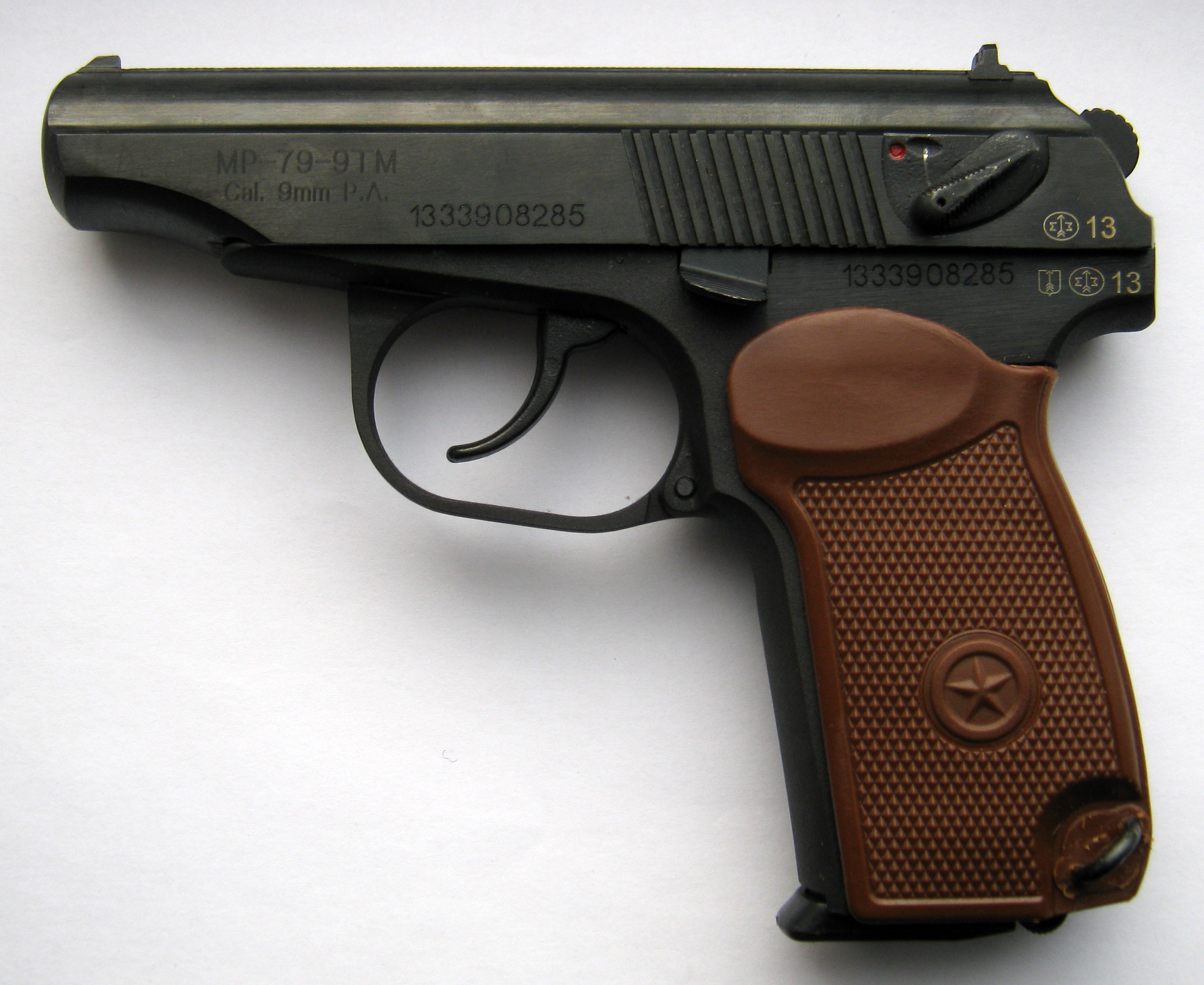
Пистолет огнестрельный ограниченного поражения «Макарыч»

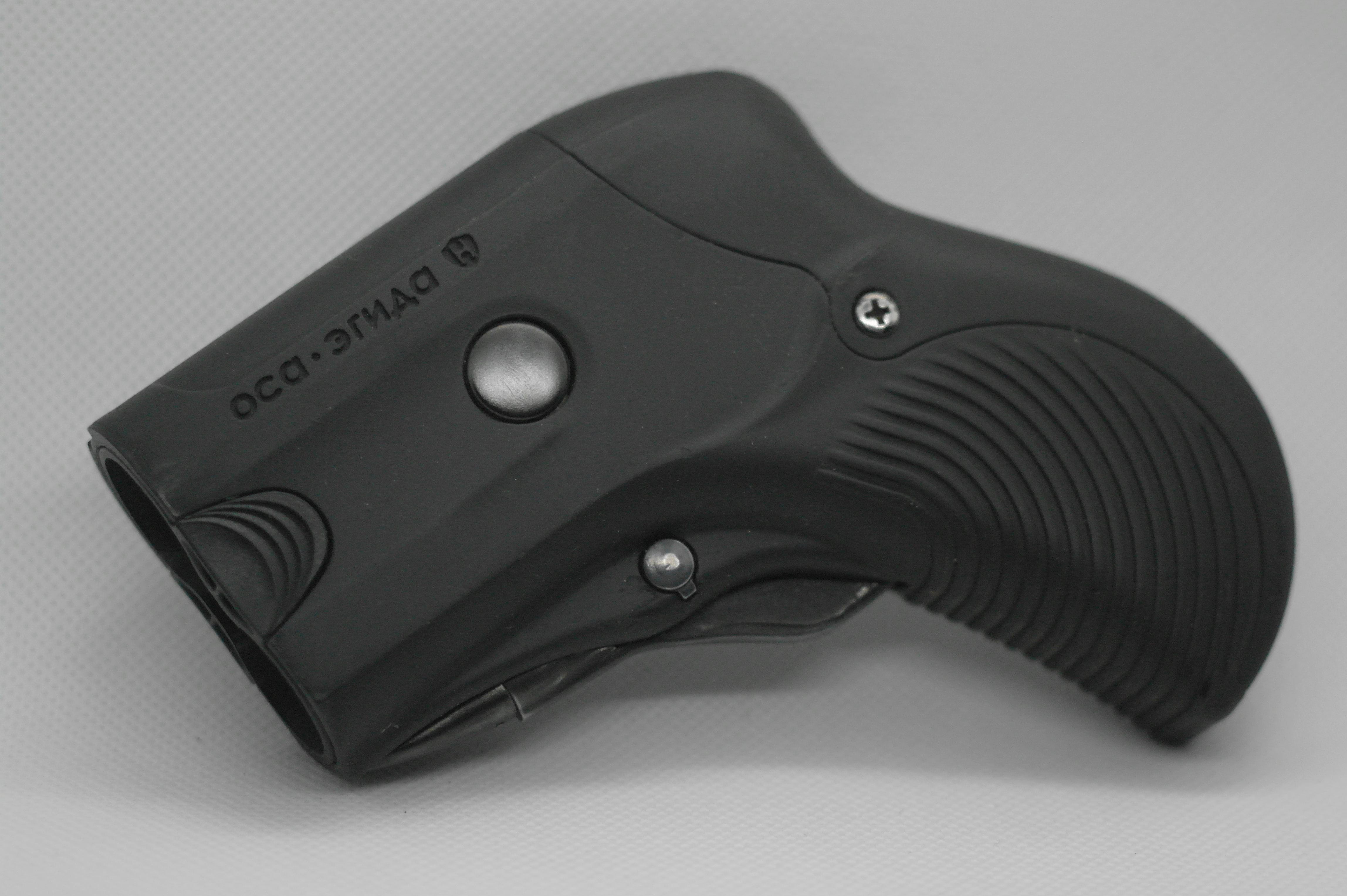
Пистолет ограниченного поражения ПБ-2 ОСА

В России термин «травматическое оружие» употребляют в отношении нескольких категорий нелетального оружия:
- гражданское оружие самообороны (пистолет, револьвер, стреляющее устройство):
  - гражданское огнестрельное бесствольное оружие — ПБ-4 ОСА, ПБ-2 «Эгида», МР-461 «Стражник», «Кордон», ММРТ-2 «Овод», ММРТ-3 «Шершень-2», «Шаман», ВПО-501 «Лидер»
  - газовые пистолеты и револьверы с возможностью стрельбы патронами с резиновой пулей (прошедшие сертификацию в период до 1 июля 2011 года): Safegom[К 1], Reck Chief Special mod.60, Reck mod. Cobra, Kimar mod.85 Auto, Mauser HSc mod.90T, ИЖ-78-9Т (и его модификации), ИЖ-79-9Т «Макарыч» (и его модификации), Айсберг ГР-2071, Walther P22Т, Walther P50T, Walther PP, Walther Р99Т, МР-341 «Хауда», Tanfoglio INNA, Т4 «Terminator», Steel, Stalker, МР-355, ТКБ-0216Т «Агент», ПМ-Т (выпущенные до 01.07.2011) и др.
  - огнестрельное оружие ограниченного поражения (категория введена в 2011 году, сертификацию прошли некоторые модели, уже производившиеся и находившиеся в продаже к 2011 году, а также модели, разработанные в период после вступления закона в законную силу): WASP R, MP-78-9Т (и его модификации), MP-79-9Т «Макарыч» (и его модификации), МР-353, все пистолеты и револьверы «Гроза», пистолет Streamer 1014 (и его модификации), «Хорхе», Shark (Шарк), Лом - 13, Grand Power Т10, Grand Power Т12, Ратник 410, ПМ-Т (выпущенные до 01.07.2011)
- служебное огнестрельное оружие ограниченного поражения с патронами травматического действия (МР-471, ПСТ «Капрал», РС, Хорхе С, Хорхе-1С)

### Практика применения травматического оружия в РФ
Оружие применяется для самообороны.
Известны случаи применения травматического оружия в противоправных целях.
Как сообщил представитель президента РФ в Государственной Думе Гарри Минх «за пять лет [с 2005 по 21.09.2010 г.] на территории РФ травматическое оружие использовалось при совершении 1500 преступлений, в результате применения травматического оружия 60 человек погибло и около 600 получили ранения и травмы».
Позднее замначальника ДООП МВД РФ генерал-майор милиции Л. В. Веденов уточнил, что с 2005 по 29.12.2010 травматическое оружие использовалось при совершении 2000 преступлений, в результате применения травматического оружия 65 человек погибло и около 485 были ранены.
22 марта 2012 года начальник главного управления обеспечения охраны общественного порядка МВД РФ генерал-лейтенант полиции Ю. Н. Демидов сообщил, что «с момента ввода в оборот так называемого травматического оружия, с 2004 года» с использованием травматического оружия было совершено около 2 тыс. преступлений, погибло около 100 человек и около 500 были ранены.
Следует учитывать, что в приведённых случаях в статистике «пострадавших» не разделяют преступников и их жертв, в общий перечень включены все виды противоправных действий с оружием (то есть из списка пострадавших не выделены погибшие и раненые вследствие попытки суицида, а также несчастных случаев при обращении с оружием).

## Травматическое оружие в Казахстане
Разрешения на приобретение травматического оружия предоставляются с 1 января 2008 года. По состоянию на февраль 2013 года, когда представители МВД Казахстана выступили за ограничение продаж травматического оружия, в Казахстане насчитывалось 36 тысяч граждан, в распоряжении которых было более 40 тысяч единиц травматического оружия. В марте 2013 года пресс-служба МВД РК сообщила, что за прошедшие 5 лет применения травматического оружия в Казахстане были зафиксированы 794 случая использования травматического оружия при совершении преступлений. 2 апреля 2014 года парламент Казахстана установил запрет на владение и использование травматического оружия гражданскими лицами, но оно по-прежнему разрешено в качестве служебного оружия частных охранных структур.
В связи с запретом травматического оружия (огнестрельного бесствольного и газового с возможностью стрельбы патронами травматического действия) в гражданском обороте, с 1 января 2015 года органами внутренних дел страны проводится работа по выкупу травматического оружия у физических лиц, имеющих разрешения органов внутренних дел на его хранение и ношение.
Прием добровольно травматического оружия будет осуществляться органами внутренних дел до 1 января 2016 года.
Сдавшим оружие гражданам предусматривается вознаграждение. За оружие, отнесенное к первой категории, оплата производится из расчета 90 % от стоимости; за оружие 2 категории — 70 % от стоимости; за оружие, 3 категории — 50 %.
Акция по выкупу травматического оружия продлится до 1 января 2016 года.
- С 1 января 2016 года в соответствии с частью 2 статьи 287 УК РК наступает уголовная ответственность граждан за незаконные приобретение, передачу, сбыт, хранение, перевозку или ношение травматического оружия (штраф в размере до двух тысяч МРП (4 242 000 тенге в 2016 году) либо исправительные работы в том же размере, либо ограничение свободы на срок до одного года, либо лишение свободы на тот же срок).

В результате, количество травматического оружия постепенно сокращается. По официальным данным МВД Казахстана, в 2024 году в стране изъяли 274 единицы травматического оружия.

## Травматическое оружие в Киргизии
Гражданское оружие с патронами травматического действия законодательно разрешено с 27 июня 2002 года, однако достаточно высокая стоимость этого оружия и боеприпасов является фактором, ограничивающим количество владельцев. В 2015 году МВД было зафиксировано 15 случаев применения преступниками травматического оружия (в том числе - в 7 случаях грабежей и разбойных нападений). После убийства 20 ноября 2015 года в Бишкеке участкового милиционера из травматического пистолета начались проверки владельцев травматического оружия, несколько единиц было изъято в связи с нарушением правил регистрации и условий хранения. В январе 2016 года в стране было зарегистрировано 7724 шт. газо-травматического оружия.

## Травматическое оружие на Украине
В украинском законодательстве отсутствует термин "травматическое оружие", но с 4 августа 1997 года в отдельную категорию вынесены патроны и устройства для них украинского производства, снаряженные резиновыми или аналогичными по своим свойствами метательными снарядами несмертельного действия.
В конце 1997 — начале 1998 года СП «Шмайсер» на основе конструкции 9-мм немецкого газового пистолета EGP-790 был создан первый образец украинского травматического оружия — травматический пистолет AE-790G под патрон 9 мм P.A. (он был предложен МВД Украины для вооружения отдельных категорий сотрудников милиции, но по результатам испытаний на вооружение принят не был, хотя позднее был сертифицирован в качестве гражданского оружия самообороны).
В конце 1990-х годов были созданы револьверы РКС «Корнет» и РКС-5 «Ринг». В дальнейшем, были разработаны другие образцы травматического оружия: Форт-12Р, ПСМ-Р и др.
В соответствии с приказом МВД Украины № 379 от 13 июня 2000 года, право на приобретение травматического оружия получили отдельные категории населения: судьи, сотрудники правоохранительных органов и их близкие родственники, журналисты (в том числе внештатные), депутаты, военнослужащие, государственные служащие, имеющие категории и ранги, а также члены общественных формирований по охране общественного порядка.
По состоянию на ноябрь 2010 года, государственные силовые структуры Украины использовали револьверы РКС-5 «Ринг», пистолеты ПМР, Форт-12Р, Форт-17Р, ПБ-4 «ОСА», а также травматические боеприпасы к ружьям КС-23 и Форт-500.
18 октября 2012 года на Украине вступил в силу закон «Об охранной деятельности», который разрешил работникам частных охранных фирм использовать травматическое оружие и спецсредства.
До конца октября 2014 года на Украине было продано около 300 тыс. единиц травматического оружия.

## Травматическое оружие в Японии
Массогабаритные аналоги боевого огнестрельного оружия с возможностью стрельбы только резиновыми пулями выпускаются в Японии для полиции и вооружённых сил. Они применяются для тренировок личного состава

## Эрзац-травматическое оружие
Существует незаконная практика переделки в травматическое оружие стартовых образцов, преимущественно — турецких производителей.
В таких случаях заглушается дроссельное отверстие для отвода пороховых газов, а также освобождается канал ствола от штифтов или иных конструктивных препятствий. В зависимости от конструкции конкретной модели и материалов, из которых она изготовлена (сталь, силумин или ЦАМ), такая переделка может дать как травматический пистолет, не уступающий легальному образцу, так и привести к травмам от разрушения затвора.

## Комментарии
1. ↑  Револьвер Safegom, один из первых образцов травматического оружия, сертифицированных для продажи в России[5], и конструктивно не предназначенный для стрельбы газовыми патронами, с 1 июля 2012 года был отнесён к категории «газовое оружие».